# Meca santista
Meca Santista é um prato típico caiçara, de origem paulista, criado na cidade de Santos, no litoral de São Paulo. Conhecido por seu sabor marcante e ingredientes regionais, o prato é composto por peixe grelhado (espadarte), risoto de palmito pupunha, farofa de banana da terra e camarões.
A meca, também chamada de "picanha do mar", é valorizada por sua textura macia e sabor distinto. O risoto de palmito pupunha adiciona crocância e cremosidade, enquanto a farofa de banana da terra adiciona uma textura seca e nutritiva, representando a cultura regional. A Meca Santista não só celebra os sabores locais, mas também é um marco da identidade culinária de Santos, conquistando tanto moradores quanto turistas.

## História
O prato foi criado em 2005 pelo chef Rodrigo Anunciato. Naquele ano, foram realizados workshops para ensinar a receita a cerca de 40 restaurantes em Santos, promovidos pela Universidade Católica de Santos, a Prefeitura de Santos e o Sindicato dos Hotéis, Restaurantes, Bares e Similares da Baixada Santista e Vale do Ribeira. Desde então, a Meca Santista tem sido um sucesso, presente nos cardápios de diversos restaurantes, sendo especialmente popular no restaurante-escola Estação Bistrô, onde é servida desde então.
O Estação Bistrô, em parceria com a Universidade Católica de Santos e a Prefeitura, treina jovens em vulnerabilidade social. O prato, mantendo-se fiel à receita original, é um dos mais pedidos, representando cerca de 10% das vendas do restaurante.